# HMS Royal Sovereign (1891)
El HMS Royal Sovereign fue un acorazado pre-dreadnought, líder de su clase perteneciente a la Royal Navy, y el de mayor tamaño en el momento de su construcción. El buque, diseñado por Sir William White era el acorazado más potente del mundo hasta que la aparición del HMS Dreadnought lo dejó obsoleto en 1906. En su día los buques de su clase, introdujeron revolucionarias mejoras en potencia de fuego, blindaje y velocidad.

## Características técnicas

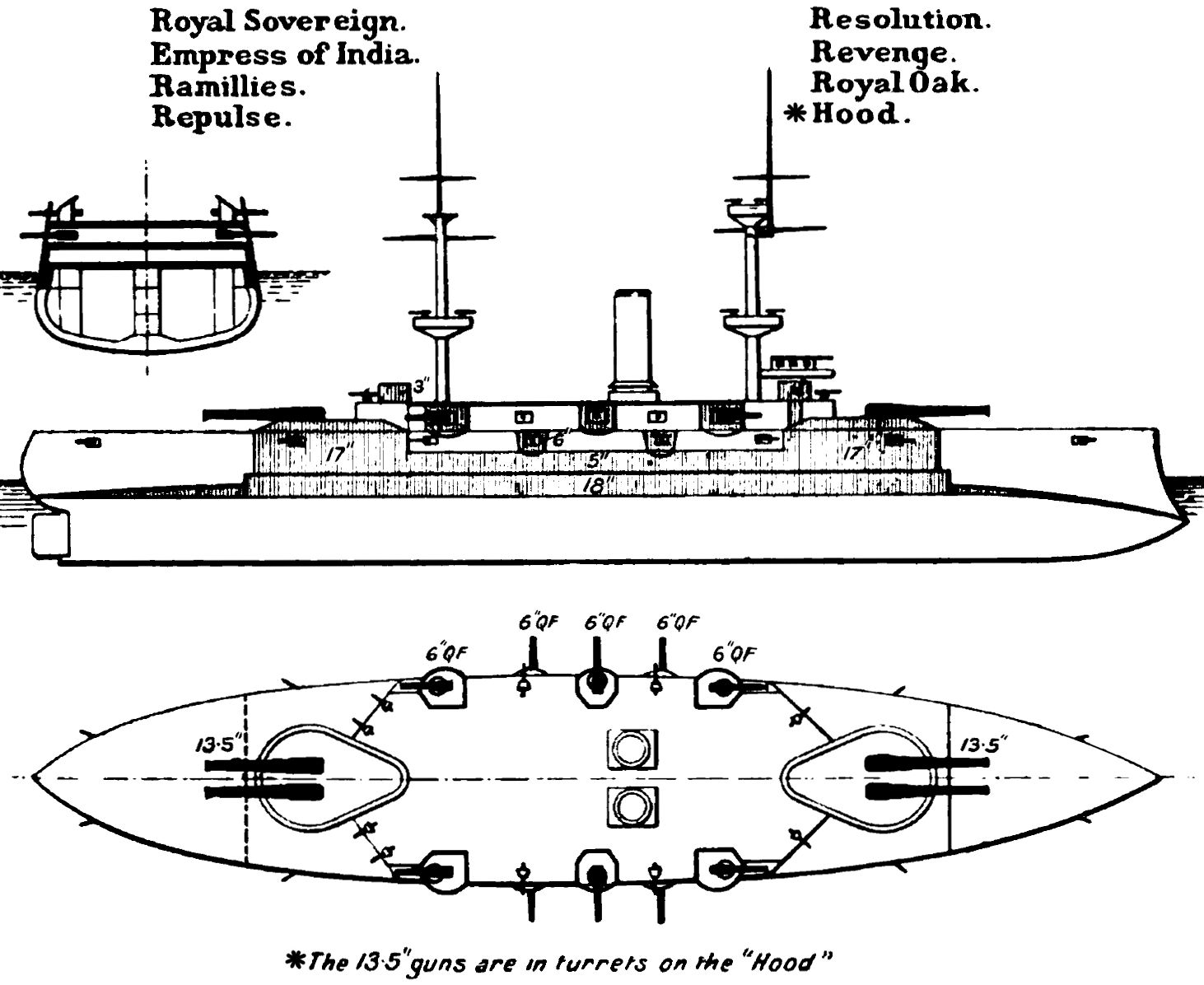
Esquema de los buques de la clase Royal Sovereign

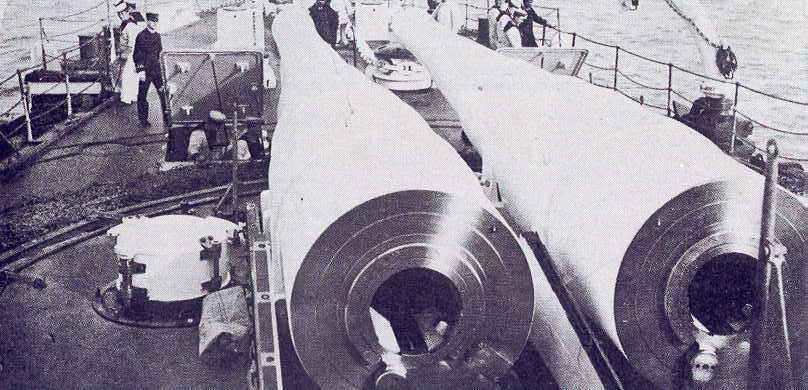
Cañones delanteros de 13,5" (343-mm) del Royal Sovereign en barbetas abiertas en 1896.

El Royal Sovereign fue iniciado el 30 de septiembre de 1889 y completado en 1892. Construido en los astilleros de Portsmouth, tenía 410 pies de largo y una velocidad máxima de 17 nudos. Su construcción costó 913 986 libras esterlinas. Su armamento incluía 4 piezas de 13,5 pulgadas y varias armas de menor calibre.
Era cabeza de una clase de acorazados construidos en respuesta a la Ley de Defensa Naval de 1889, la cual destinó 21 500 000 de libras esterlinas para construir 18 torpederos, 42 cruceros y 10 acorazados. Tradicionalmente, Gran Bretaña había mantenido una flota más grande que las de sus rivales para tener así la Supremacía Marítima. El pensamiento estratégico naval de la época llegó a la conclusión de que esto era insuficiente, y que se requería un Dominio Total del mar. Los ejercicios navales de 1888 y 1889 demostraron la gran dificultad de implementar la política tradicional de Gran Bretaña de mantener a cualquier enemigo en sus propios puertos por los problemas de tener sus buques a vapor indefinidamente en alta mar a grandes distancias de sus bases.
Además, estaba la preocupación de una guerra contra Francia y Rusia, y aunque Inglaterra tenía más buques que ambas naciones juntas, se consideraba insuficiente para contener a un enemigo así. 
Cuando el buque, que a la postre desplazaba 14 190 toneladas, fue completado, era el buque de guerra más grande del mundo y fue la piedra angular para los acorazados dreadnought que los sobrepasaron.
El 9 de noviembre de 1901, frente a Grecia, uno de sus cañones de seis pulgadas explotó cuando la recámara no estaba completamente cerrada, matando a un oficial  y cinco Royal Marines e hiriendo a un oficial y 19 marineros.
En septiembre de 1909, Royal Sovereign quedó fuera de servicio y se vendió como chatarra a G. Clarkson & Son por £ 40.000 el 7 de octubre de 1913. Lo revendieron a GB Berterello de Génova y allí el barco fue desguazado.